# Povodeň na Vltavě (1890)

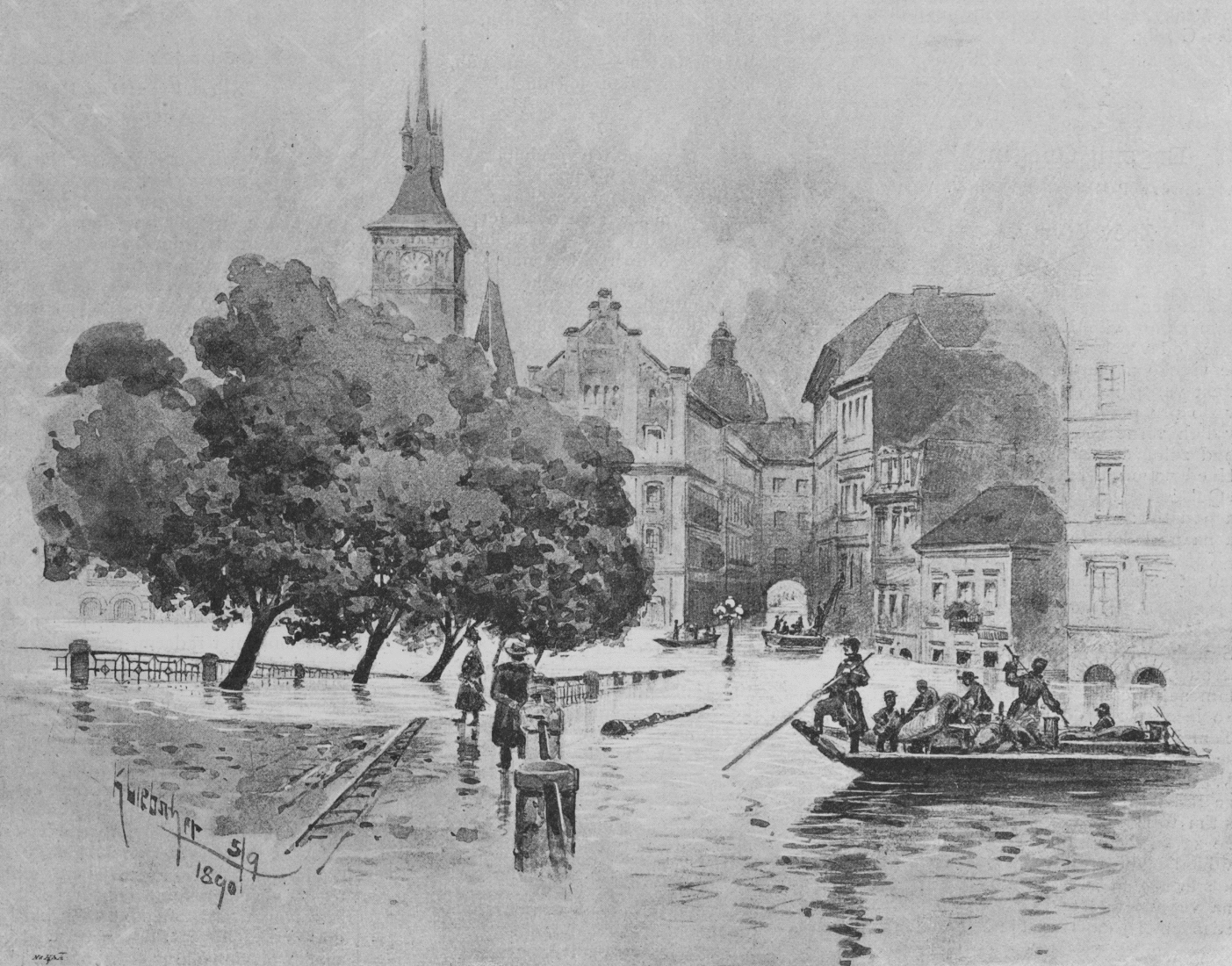
Karel Liebscher: Povodeň 1890 u Novotného lávky

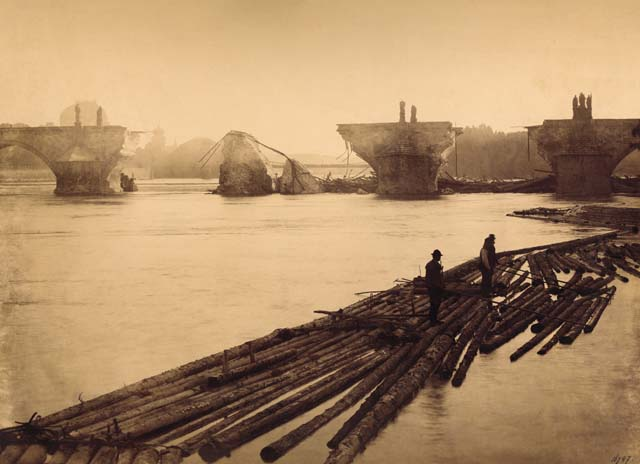
Poškozený Karlův most

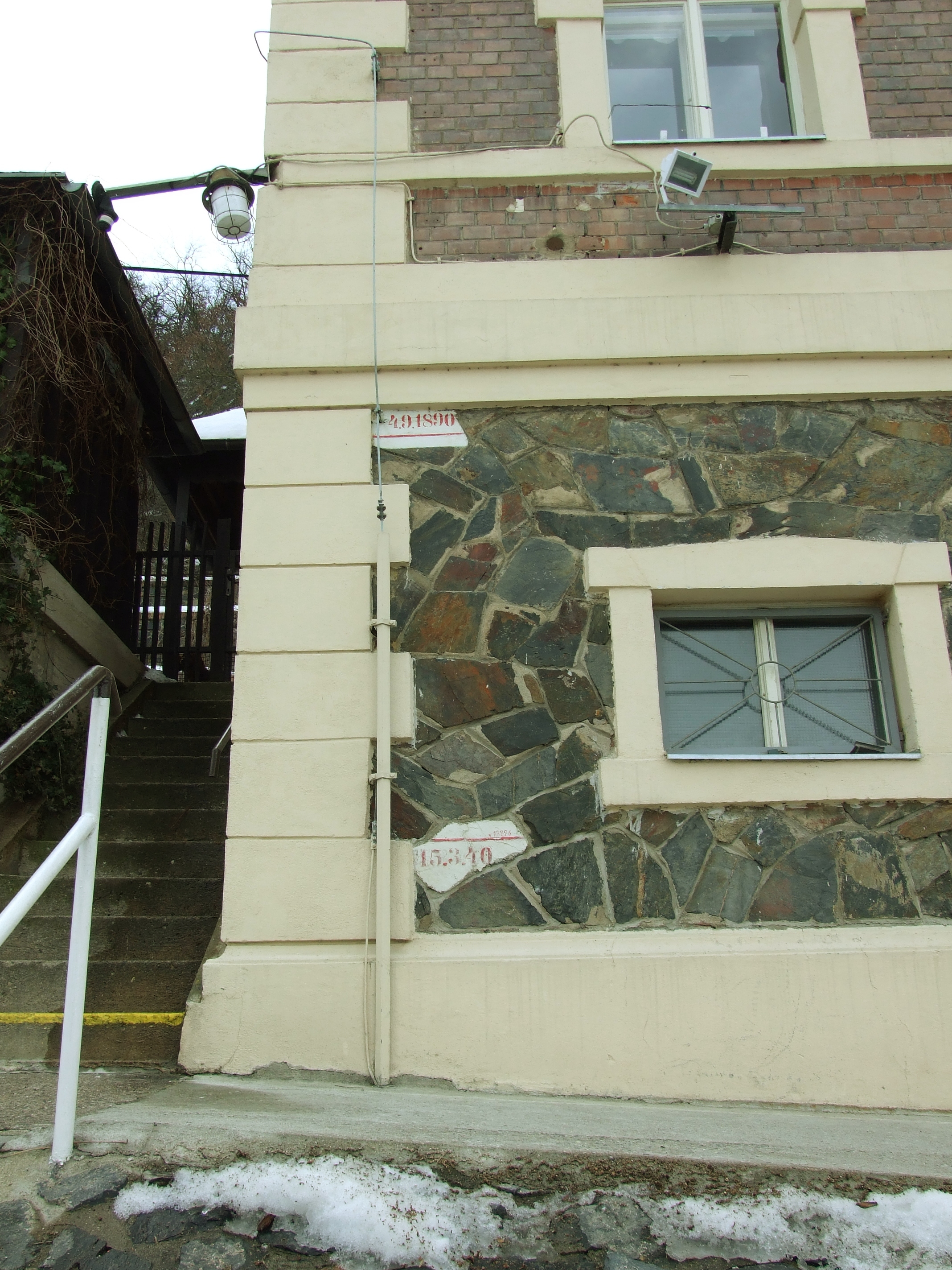
Značka u stropu přízemí budovy Povodí Vltavy v Klecánkách ukazuje, kam až sahala voda v roce 1890. Značka z roku 2002 je umístěna ještě o několik desítek cm výše

Povodeň na Vltavě ze září 1890, během níž došlo mj. k poboření pilířů Karlova mostu, měla podobný průběh jako povodeň roku 2002. Frontální vlna ze severní Itálie přinesla mezi 1. až 4. zářím značné srážky do povodí řeky Vltavy a způsobila vylití řeky z břehů. Povodeň kulminovala 3. 9. v Českých Budějovicích a 6. 9. v Děčíně na Labi. Kulminační průtok v Praze dosahoval 3975 m³/s. Povodeň zasáhla i Písek a Plzeň.